# Волков, Александр Григорьевич
Александр Григорьевич Волков (12 сентября  1946 года, Ростов-на-Дону) ― учёный, доктор медицинских наук, профессор. Заслуженный врач Российской Федерации (2004).

## Биография
Александр Григорьевич родился 12 сентября  1946 года в городе Ростове-на-Дону. Отец Александра Григорьевича работал начальником третьего отделения военкомата, мама ― доцентом кафедры математики Высшей партийной школы. В 1964 году окончил среднюю школу № 47 Ростова-на-Дону и в этом же году  поступил на лечебно-профилактический факультет Ростовского государственного медицинского института, который окончил в 1970 году. 
Александр Григорьевич Волков во время учёбы в институте в течение двух лет занимался в кружке кафедры болезней уха, горла и носа Ростовского государственного медицинского института, работал там же постовым медбратом, а затем ― фельдшером приёмного отделения. 
С 1970 по 1973 годы Александр Волков служил в рядах Краснознамённого Черноморского Флота. А. Г. Волков был начальником медицинской службы войсковой части. 
Поступил в клиническую ординатуру кафедры ЛОР болезней Ростовского мединститута, которую окончил в 1973 году и стал работать ординатором 1 ЛОР отделения больницы скорой медицинской помощи № 1 им. Н. А. Семашко г. Ростова-на-Дону, базового отделения ЛОР кафедры медицинского института. 
Александр Григорьевич был членом и председателем Совета ВОИР больницы, получил более 20 удостоверений на рационализаторские предложения и дипломы на 2 изобретения. В 1982 году защитил кандидатскую диссертацию на тему «Некоторые аспекты диагностики и лечения фронтитов».
В 1983 году работал ассистентом кафедры ЛОР болезней Ростовского медицинского института, с 1991 года стал доцентом этой же кафедры. 
А. Г. Волков в 1992 году защитил докторскую диссертацию на тему «Предпосылки формирования фронтита. Диагностика и лечение заболевания». 
Александр Григорьевич в 1992—1994 годах находился в служебной командировке в Йеменской Республике, работал старшим врачом-оториноларингологом. Волков А. Г. имеет благодарности от руководства медицинских учреждений Йеменской Республики за работу с больными, в том числе и во время военных действий. 
Вернувшись на родину он продолжил работу на кафедре. Волков Александр Григорьевич в 1995 году был избран профессором кафедры ЛОР болезней Ростовского государственного медицинского университета и с этого же года стал исполнять обязанности заведующего кафедрой. 
В 1995 году ― председатель Ростовского регионального отделения Всероссийского общества оториноларингологов. В 1998 году — председатель Ростовского филиала Российского общества ринологов. 
А. Г. Волков ― автор более 505 научных работ и 40 изобретений. 
Профессор Александр Григорьевич Волков разработал и внедрил ряд оригинальных способов хирургических вмешательств на лобных и других околоносовых пазухах, а также — инструментарий для их осуществления.  
Александр Григорьевич Волков бережно относится к традициям, заложенным основателями кафедры ― продолжаются теоретические, экспериментальные работы, возобновлены клинические конференции.
В 1983 году — юбилейная научно-практическая конференция, посвященная 75-летию ЛОР кафедры РГМУ.
В 2003 году — I Межрегиональная конференция оториноларингологов Южного Федерального округа. 
В 2007 году — VII Конгресс Всероссийского общества ринологов (Таганрог).
В 2013 году — региональная юбилейная конференция, посвященная 90-летию кафедры болезней уха, горла и носа РостГМУ.
Александр Григорьевич Волков передаёт своим ученикам свой огромный клинический опыт, энциклопедические знания по оториноларингологии. Под руководством  профессора  Волков А. Г. защищены 20 кандидатских диссертаций, является научным консультантом 4 докторских диссертаций.